# TT326
TT326 (Theban Tomb 326) è la sigla che identifica una delle Tombe dei Nobili ubicate nell'area della cosiddetta Necropoli Tebana, sulla sponda occidentale del Nilo dinanzi alla città di Luxor, in Egitto. Destinata a sepolture di nobili e funzionari connessi alle case regnanti, specie del Nuovo Regno, l'area venne sfruttata, come necropoli, fin dall'Antico Regno e, successivamente, sino al periodo Saitico (con la XXVI dinastia) e Tolemaico.

## Titolare
TT326 era la tomba di:
| Titolare | Titolo      | Necropoli      | Dinastia/Periodo | Note |
| -------- | ----------- | -------------- | ---------------- | ---- |
| Pashedu  | Caposquadra | Deir el-Medina | XIX-XX dinastia  |      |

## Biografia
Nessuna notizia biografica è ricavabile dalla TT326; tuttavia Pashedu, che risulta titolare anche della tomba TT3, era figlio di Menna e Huy. Nedjimet-Behdet era il nome di sua moglie

## La tomba
La cappella è completamente distrutta, è noto tuttavia che sulla parete dell'ingresso erano rappresentati i Campi di Iaru; sulla parete nord un prete sem con gli strumenti per la cerimonia di apertura degli occhi e della bocca e sul lato ovest, in una nicchia, il re Amenhotep I protetto dalla dea Hathor come vacca sacra. Nel cortile di accesso vennero rinvenuti frammenti di un pyramidion e di scena con il defunto in adorazione.

### Annotazioni
1. ↑  La planimetria non è in scala e ha valore esclusivamente di visione d'insieme; l'ubicazione delle singole tombe non è topograficamente esatta, ma vuole visualizzare la concentrazione delle sepolture, nonché il "disordine" con cui le stesse sono state classificate.
2. ↑  La prima numerazione delle tombe, dalla numero 1 alla 252, risale al 1913 con l'edizione del "Topographical Catalogue of the Private Tombs of Thebes" di Alan Gardiner e Arthur Weigall. Le tombe erano numerate in ordine di scoperta e non geografico; ugualmente in ordine cronologico di scoperta sono le tombe dalla 253 in poi.
3. ↑  I campi della Duat, ovvero l'aldilà egizio, si trovavano, secondo le credenze, proprio sulla riva occidentale del grande fiume.
4. ↑  Nella sua epoca di utilizzo, l'area era nota come "Quella di fronte al suo Signore" (con riferimento alla riva orientale, dove si trovavano le strutture dei Palazzi di residenza dei re e i templi dei principali dei) o, più semplicemente, "Occidente di Tebe".
5. ↑  le Tombe dei Nobili, benché raggruppate in un'unica area, sono di fatto distribuite su più necropoli distinte.
6. ↑  Le note, sovente di inquadramento topografico della tomba, sono tratte, fino alla TT252, dal "Topographical Catalogue" di Gardiner e Weigall, ed. 1913 e fanno perciò riferimento alla situazione dell'epoca.
7. ↑  Il "sem" era il prete, o l'erede, cui competeva la cerimonia di apertura della bocca per consentire al defunto di vivere pienamente della Duat.

### Fonti
1. ↑  Gardiner e Weigall 1913.
2. ↑  Donadoni 1999,  p. 115.
3. ↑  Porter e Moss 1927, p. 395.
4. ↑  Porter e Moss 1927,  p. 9.
5. ↑  Porter e Moss 1927,  pp. 396-397.